# 효성동

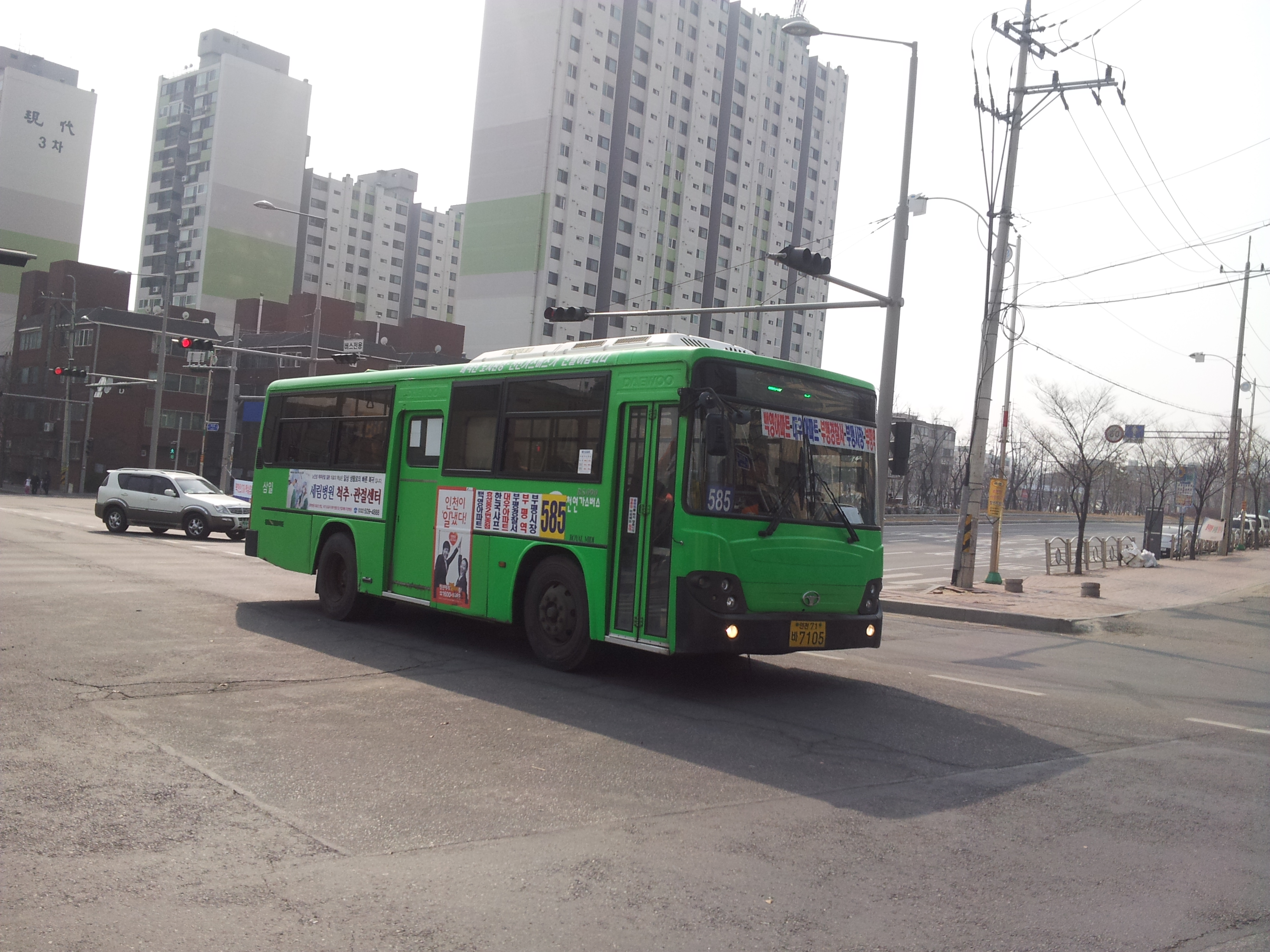
효성동 현대아파트를 지나가고 있는 585번 버스의 모습. 이 버스는 삼일여객 시절에 운행된 BS090 차종이다.

효성동(曉星洞)은 인천광역시 계양구의 법정동이다. 계양구의 서남부에 위치하며 서구 및 부평구와 경계지역을 이루는 지역이다.

## 개요
효성동은 본래 부평군 마장면 효성리 지역으로, 원적산 밑에 큰 벼랑이 있어 ‘새벼리’ 또는 ‘효성’이라고 하였다. 1914년에 부천군 부내면에 편입되었고, 1940년에 인천부에 편입되어 서정으로 개칭하였다. 1946년에 효성동으로 개칭하였고, 1990년에 효성1·2동으로 분동하였다. 효성1동은 효성구역도시개발사업, 효성1구역 주택재개발사업, 효성도시자연공원 조성사업 등 노후지역에 대한 정비사업 다수 진행과 인천광역시 간선형버스(14번,80번,12번,2번, 770-1번), 지선형버스(588번, 585번) 종점의 존재로 교통의 편리함, 초, 중, 고등학교 등 교육기관 9개가 있으며 작전동과 이어지는 봉오대로가 있다. 2014년 5월 봉오대로가 완전개통시 교통의 요충지로 발전 가능성이 있다. 효성2동은 준공업지역으로 경인고속도록 인접 및 산업도로가 관통해 있고, 현재는 기업체 이전으로 아파트 신축 및 인구가 꾸준히 늘고 있는 지역이다.

## 지역 특성
효성동의 생활권은 산곡동, 청천동과도 인접하고 있어, 경인고속도로 아래 건너 청천동에 위치한 인천나비공원, 원적산공원 등 주변 생활 편의 시설은 물론 반경 2 km 이내 거리에 위치한 롯데마트 부평점까지도 간접 생활권으로도 충분히 커버할 수 있고, 부평시장과 부평역을 이어주는 징검다리 역할로도 쓰이나, 실질적으로는 계양보다는 부평에 의존하고 있는 계양구 유일의 부평 생활권이라는 특색을 둔다.

## 법정동
- 효성동

## 교육
- 경인교육대학교 부설초등학교
- 인천명현초등학교
- 인천효성초등학교
- 인천효성동초등학교
- 인천효성서초등학교
- 인천효성남초등학교
- 명현중학교
- 북인천여자중학교
- 인천효성중학교
- 인천효성고등학교

## 주거
| 단지명                         | 건설사                  | 시행사                                | 주소                      | 입주              | 비고             |
| ------------------------------ | ----------------------- | ------------------------------------- | ------------------------- | ----------------- | ---------------- |
| 효성 두산                      | 두산건설                | 두산개발㈜                            | 계양구 안남로573번길 18   | 1997년 9월        |                  |
| 두산위브 더 제니스 센트럴 계양 | 두산건설 쌍용건설       | 작전현대아파트구역 재개발정비사업조합 |                           | 2027년 5월 (예정) |                  |
| 효성 태산그린                  | ㈜태산                  | ㈜태산                                | 계양구 봉오대로477번길 18 | 1997년 10월       |                  |
| 효성 하나                      | 한국공영㈜              | 한국공영㈜                            | 계양구 봉오대로463번길 12 | 1996년 10월       |                  |
| 효성 유승 2차                  | 유승건설                | 유승건설                              | 계양구 새풀로 27          | 2002년 8월        |                  |
| 효성 금호어울림                | 금호산업                | 금호산업                              | 계양구 아나지로198번길 11 | 2005년 8월        |                  |
| E편한세상 계양 프리미어        | ㈜디엘이앤씨 ㈜디엘건설 | 효성1구역 주택재개발정비사업조합      |                           | 2021년 10월       | 효성1구역 재개발 |
| 계양 롯데캐슬 파크시티         | 롯데건설                | 제이케이도시개발㈜                    |                           |                   |                  |
| 계양자이 힐스테이트            | ㈜지에스건설 현대건설   | 계양1구역 주택재개발정비사업조합      | 계양구 봉오대로651번길 9  | 2024년 8월        | 계양1구역 재개발 |

## 교통

### 철도
- 인천 도시철도 1호선
  - 부평구청역(서울 지하철 7호선 환승 가능) - 갈산역 - 작전역 - 경인교대입구역[3]
- 서울 지하철 7호선
  - 산곡역[4]

### 도로
- 봉오대로
- 아나지로
- 마장로
- 안남로
- 새벌로
- 새풀로
- 청안로
- 효서로

### 버스 운수 업체
- 동화운수